# Diego Núñez (futbolista)
Diego Núñez (Córdoba, Argentina; 10 de febrero de 1990) es un futbolista argentino. Juega como mediocampista.

## Trayectoria

### Inferiores
Núñez comenzó jugando en las inferiores de Argentino Peñarol, y luego en Racing de Córdoba. A los 15 años viajó hacia Buenos Aires para jugar en las inferiores de Argentinos Juniors. Allí se mantuvo hasta 2011 .

### Flandria
En ese mismo año llegó a Flandria, equipo de la Primera B. Comenzó jugando desde el inicio del torneo.

### Tiro Federal de Morteros
Luego de su paso por el canario, se convirtió en refuerzo de Tiro Federal de Morteros, del Torneo Argentino B. De 26 partidos, Núñez logró jugar 22 y convertir su primer gol.

### Villa Dálmine
Tras su buen paso por el equipo cordobés, Núñez se convirtió en nuevo jugador de Villa Dálmine, equipo de la Primera B. En su primer torneo con el Viola obtuvo el ascenso a la Primera B Nacional, siendo titular en casi todos los partidos.
Para su primera temporada, convirtió su primer gol profesional, siendo éste en la victoria por 1-3 a Central Córdoba de Santiago del Estero.
Para la temporada 2016, solo jugó 3 minutos, pero a la temporada siguiente volvió a ser protagonista del equipo.

### San Miguel
A pesar de jugar varios partidos en la Primera B Nacional, en 2017 se convierte en jugador de San Miguel, participante de la Primera B. En su primera temporada, jugó 27 partidos y convirtió 1 gol, siendo importante en el Trueno.
Ya en la segunda temporada, fue titular con una similar cantidad de partidos, pero debido al mal rendimiento del equipo, decidió irse del club.

### Arsenal
Sergio Rondina, quien fue técnico de Núñez en Flandria y Villa Dálmine, lo llamó para que juegue por tercera vez en su equipo. Núñez aceptó y se convirtió por primera vez en jugador de Primera División, aunque a lo largo de la temporada no sumó minutos oficiales, debido a la pandemia.

### FADEP
Finalizado su vínculo con el club de Sarandí, el jugador bajó tres categorías y se incorporó a FADEP para disputar el Torneo Regional Amateur.

### Club Sportivo Belgrano
En febrero de 2021, Diego Núñez se integra al plantel de Sportivo Belgrano de San Francisco, jugando tres temporadas consecutivas y finalizando su vínculo en diciembre de 2023.

## Clubes

### Estadísticas
- Actualizado al 21 de agosto de 2021

| Club                        | Div.                | Temporada           | Liga | Liga | Copa Nacional | Copa Nacional | Copa Internacional | Copa Internacional | Total | Total |
| Club                        | Div.                | Temporada           | PJ   | G    | PJ            | G             | PJ                 | G                  | PJ    | G     |
| --------------------------- | ------------------- | ------------------- | ---- | ---- | ------------- | ------------- | ------------------ | ------------------ | ----- | ----- |
| Flandria Argentina          |                     |                     |      |      |               |               |                    |                    |       |       |
| 3.ª                         | 2011/12             | 6                   | 0    | -    | -             | -             | -                  | 6                  | 0     |       |
| 3.ª                         | 2012/13             | 1                   | 0    | -    | -             | -             | -                  | 1                  | 0     |       |
| Total                       | Total               | 7                   | 0    | -    | -             | -             | -                  | 7                  | 0     |       |
| Tiro Federal (M) Argentina  |                     |                     |      |      |               |               |                    |                    |       |       |
| 4.ª                         | 2013/14             | 22                  | 1    | -    | -             | -             | -                  | 22                 | 1     |       |
| Total                       | Total               | 22                  | 1    | -    | -             | -             | -                  | 22                 | 1     |       |
| Villa Dálmine Argentina     |                     |                     |      |      |               |               |                    |                    |       |       |
| 3.ª                         | 2014                | 21                  | 0    | -    | -             | -             | -                  | 21                 | 0     |       |
| 2.ª                         | 2015                | 27                  | 2    | 1    | 0             | -             | -                  | 28                 | 2     |       |
| 2.ª                         | 2016                | 1                   | 0    | -    | -             | -             | -                  | 1                  | 0     |       |
| 2.ª                         | 2016/17             | 28                  | 0    | -    | -             | -             | -                  | 28                 | 0     |       |
| Total                       | Total               | 77                  | 2    | 1    | 0             | -             | -                  | 78                 | 2     |       |
| San Miguel Argentina        |                     |                     |      |      |               |               |                    |                    |       |       |
| 3.ª                         | 2017/18             | 27                  | 1    | -    | -             | -             | -                  | 27                 | 1     |       |
| 3.ª                         | 2018/19             | 26                  | 0    | -    | -             | -             | -                  | 26                 | 0     |       |
| Total                       | Total               | 53                  | 1    | -    | -             | -             | -                  | 53                 | 1     |       |
| Arsenal Argentina           |                     |                     |      |      |               |               |                    |                    |       |       |
| 1.ª                         | 2019/20             | 0                   | 0    | 0    | 0             | -             | -                  | 0                  | 0     |       |
| Total                       | Total               | 0                   | 0    | 0    | 0             | -             | -                  | 0                  | 0     |       |
| FADEP Argentina             |                     |                     |      |      |               |               |                    |                    |       |       |
| 4.ª                         | 2020/21             | ?                   | ?    | -    | -             | -             | -                  | ?                  | ?     |       |
| Total                       | Total               | ?                   | ?    | -    | -             | -             | -                  | ?                  | ?     |       |
| Sportivo Belgrano Argentina |                     |                     |      |      |               |               |                    |                    |       |       |
| 3.ª                         | 2021                | 11                  | 0    | 1    | 0             | -             | -                  | 12                 | 0     |       |
| 3.ª                         | 2023                | 26                  | 0    | -    | -             | -             | -                  | 0                  | 0     |       |
| Total                       | Total               | 11                  | 0    | 1    | 0             | -             | -                  | 12                 | 0     |       |
| Total en su carrera         | Total en su carrera | Total en su carrera | 196  | 4    | 2             | 0             | -                  | -                  | 196   | 4     |

## Palmarés
| Título                  | Club          | País      | Año  |
| ----------------------- | ------------- | --------- | ---- |
| Ascenso a la B Nacional | Villa Dálmine | Argentina | 2014 |